# روس فينغولد
راسل دانا فينغولد (ولد في 2 مارس 1953) محامٍ أميركي وسياسي شغل مقعد عضو في مجلس شيوخ الولايات المتحدة من ويسكونسن في الفترة بين عامي 1993 و2011. هو عضو في الحزب الديمقراطي، وكان مرشحًا له في انتخابات سنة 2016 لنفس مقعد مجلس الشيوخ الأمريكي الذي كان يشغله سابقًا. شغل بين عامي 1983 و1993 عضوًا في مجلس شيوخ ولاية ويسكونسن ممثلًا للمقاطعة السابعة والعشرين.
حصل فينغولد برفقة جون ماكين على جائزة جون إف. كينيدي للشخصية الشجاعة لعام 1999. كفل هو وماكين قانون إصلاح حملة الحزبين (قانون ماكين – فينغولد)، والذي شكل جزءًا مهمًا من قانون إصلاح تمويل الحملات الانتخابية. كان عضو مجلس الشيوخ الوحيد الذي صوّت ضد قانون الوطنية (قانون مكافحة الإرهاب) خلال التصويت الأول على القانون.
ذُكر فينغولد كمرشح محتمل في الانتخابات الرئاسية لعام 2008، ولكن في شهر نوفمبر من عام 2006 أعلن أنه لن يرشح نفسه. خسر فينغولد في سنة 2010 حملته لإعادة انتخابه في مجلس الشيوخ الأمريكي بفارق ضئيل أمام المرشح الجمهوري رون جونسون. اختاره وزير الخارجية جون كيري في 18 يونيو سنة 2013 ليحل محل آر. باري والكلي كمبعوث خاص لمنطقة البحيرات العظمى الأفريقية.
في 14 مايو عام 2015، أعلن فينغولد ترشحه لمقعده القديم في مجلس الشيوخ في سنة 2016. خسر أمام جونسون في جولة مُعادة لسباق مجلس الشيوخ سنة 2010. في عام 2020، أصبح فينغولد رئيسًا لجمعية الدستور الأميركي.

## مجلس شيوخ ولاية ويسكونسن
في عام 1982، انتُخب فينغولد عضوًا في مجلس شيوخ ولاية ويسكونسن، حيث شغل منصبه لمدة عشر سنوات قبل انتخابه في مجلس الشيوخ الأميركي. بعد انتخابه في المجلس، خلفه جو وينيكه في منصبه بمجلس شيوخ الولاية.

## مجلس الشيوخ الأمريكي

### حملة عام 1992
بدأت مسيرة فينغولد في مجلس الشيوخ سنة 1992 بفوزه على عضو مجلس الشيوخ الجمهوري بوب كاستن الذي كان يشغل ذلك المنصب حينها. لم يسمع الكثيرون باسم فينغولد حينها في الولاية، وكان يقوم بحملة انتخابية في بداية الأمر لمنافسة عضو الكونجرس جيم مودي ورجل الأعمال جو شيكوتا، لكنه تبنى مقترحات عدة لجذب انتباه الناخبين. كتب بالطلاء على باب مرآبه خمسة وعود، مُعتبرًا إياهم عقدًا بينه وبين ناخبي ولاية ويسكونسن. من بين وعود فينغولد كان تعهده بالاعتماد على مواطني ويسكونسن في أغلب مساهماته، وتعهده بعقد «جلسة استماع» بشكل سنوي في كل من مقاطعات ولاية ويسكونسن البالغ عددها 72 مقاطعة.
أصدر فينغولد إعلانًا يظهر فيه شخص على أنه إلفيس بريسلي يؤيد ترشيحه. رد منافسه الجمهوري بوب كاستن على الإعلان بشخصية أخرى تمثيل إلفيس بريسلي يهاجم فيها سجله التاريخي.
خلال الحملة الأولية، كشف فينغولد عن خطة من 82 نقطة تهدف إلى القضاء على العجز بنهاية ولايته الأولى. وتدعو الخطة إلى زيادة الضرائب وخفض ميزانية الدفاع، وغيرها من النقاط التي سخر منها الجمهوريون، واصفين الأفكار «بالمتطرفة»، فيما نعتها خصوه الديمقراطيون «بالليبرالية للغاية». أعلن فينغولد أيضًا تأييده لحملة إصلاح مالي صارمة، ونظام رعاية صحية وطني، وأبدى معارضته لحدود مدة الوظيفة وتخفيض الضرائب المُطبق حديثًا حينها.
فاز فينغولد من خلال إدلاء نفسه موضع شخص مستضعف غريب الأطوار مقدمًا للناخبين بديلًا لما رآه الكثيرون حملة سلبية للمعارضين جيم مودي وجو تشيكوتا. في اليوم الأول، فاز فينغولد، الذي كان قد استطلع الأرقام المفردة خلال معظم الحملة الانتخابية، بنسبة 70% من الأصوات. بعد سبعة أسابيع، في حين اقتسم بيل كلينتون، وجورج إتش.دبليو. بوش، وروس بيروت الأصوات بنسب 41%، 37% 21% على التتالي، ربح فينغولد على باستر بنسبة 53% مقابل 46%.

### حملة عام 1998
خلال حملة إعادة انتخابة سنة 1998، تفوق منافسه الجمهوري النائب مارك نيومان عليه، مُستهدفًا من قبل اللجنة الوطنية لمجلس الشيوخ الجمهوري. وضع فينغولد سقفًا لجمع التبرعات التي كان يحصل عليها، متعهدًا بعدم جمع أو إنفاق أكثر من 3.8 مليون دولار (دولار واحد لكل مواطن من مواطني ويسكونسن) أثناء الحملة، مبتعدًا عن التبرعات المالية للحزب الديمقراطي. طلب من عدة فرق ضغط، من بينهم الاتحاد الأمريكي للعمل والهيئة التشريعية المنظمات الصناعية، ورابطة الناخبين المحافظين، الامتناع عن بثّ إعلانات مناصرة لقضيته. شعر بعض الديمقراطيين بالغضب من فينغولد «لتعريضه مسيرته المهنية للخطر» بتلك الحدود التي فرضها على نفسه. قيّد نيومان نفسه أيضًا بإنفاق مبلغ 3.8 مليون دولار، لكنه سمح باستخدام التبرعات المالية لتعزيز طرفه من قبل جماعات خارجية. سمح الأداء القوي الذي أبدته معاقل الديمقراطيين في مدينتي ميلووكي وماديسون لفينغولد بالفوز في الانتخابات بفارق نقطتين في المئة.

### حملة عام 2004
في انتخابات مجلس الشيوخ لعام 2004، فاز فينغولد على المرشح الجمهوري رجل الأعمال تيم ميشلز بفارق 11 نقطة في المئة (44% - 55%)، ليكسب فترة ولاية ثالثة. خلال الحملة، امتنع فينغولد عن فرض سقف للانفاق على نفسه كما فعل في السابق، وجمع وأنفق نحو 11 مليون دولار. في عام 2004، أنفق فينغولد ما يقرب من 3.7 مليون دولار، أو نحو 67% أكثر من نظيره المنافس. صنف موقع «بوليتي فاكت» تأكيد فينغولد المتكرر بأنه قد تمت الإطاحة به في كل انتخابات مجلس الشيوخ الأمريكي بعبارة «بنطال في النار».
في أواخر شهر ديسمبر عام 2004، تم تعيين فينغولد واحدا من بين أربعة «ضاربي سياط» (الشخص الذي يضمن انضباط الحزب في السلطة التشريعية) للنواب للديمقراطيين بمجلس الشيوخ.

### حملة عام 2010
خسر فينغولد في حملة إعادة انتخابه في 2 نوفبمر سنة 2010 أمام رجال الأعمال رون جونسون من أوشكوش بنتيجة 47% - 52% لصالح الأخير.

### حملة عام 2016
في 14 مايو عام 2015، أعلن فينغولد ترشحه لعضوية مجلس الشيوخ الأمريكي ضد الجمهوري رون جونسون الذي كان يشغل المنصب حينها.
قال فينغولد خلال حملته الانتخابية لعام 2016 إنه لن يلتزم بتعهده القديم بجمع أغلبية أموال حملته الانتخابية من سكان ويسكونسن. قال فينغولد أن ذلك التعهد تم على أساس «اقتراع مقابل اقتراع» ولم يعد منطقيًا المُضي به. في شهر مارس من عام 2016، كان فينغولد قد جمع أكبر قدر من المال بين جميع مرشحي مجلس الشيوخ الأمريكي المنافسين لصاحب المقعد. أتى نحو ثلاثة أرباع المساهمات الفردية من خارج ويسكونسن.
شملت المجموعات التي دعمت ماليًا ترشيح فينغولد للانتخابات: جمعية تنظيم الأسرة الأمريكية، ورابطة الناخبين المحافظين، وأميركان بريدج القرن الحادي والعشرين، والرابطة الوطنية للعمل من أجل حقوق الإجهاض. في شهر مايو من عام 2016، أيد عضو مجلس الشيوخ بيرني ساندرز فينغولد وساهم في جمع التبرعات له.
في الانتخابات العامة التي جرت في الثامن من نوفمبر عام 2016، خسر فينغولد أمام جونسون. حصل فينغولد على أصوات أقل قليلًا من 47%، في حين حصل جونسون على أصوات أعلى بقليل من 50%.

## حياته الشخصية
يقيم فينغولد في ميدلتون، ويسكونسن. هو عضو في معبد «بيث هيليل تيمبل» في كينوشا، ويسكونسن، حيث تكون أخته دينا فينغولد حاخامًا.
كان فينغولد متزوجًا من سو ليفين بين عامي 1977 و1986. أنجب الزوجان طفلين. تزوج ماري سبيرشنايدر في عام 1991؛ وأعلن الزوجان في عام 2005 أنهما يودان الانفصال. في عام 2013، تزوج فينغولد من الدكتورة كريستين فرديناند، زميلة في كلية ماغدالين بجامعة أوكسفورد في إنجلترا.
في عام 2011، حصل فينغولد على ميدالية الحرية من معهد روزفلت.